# Joseph Kehren (Maler, 1817)

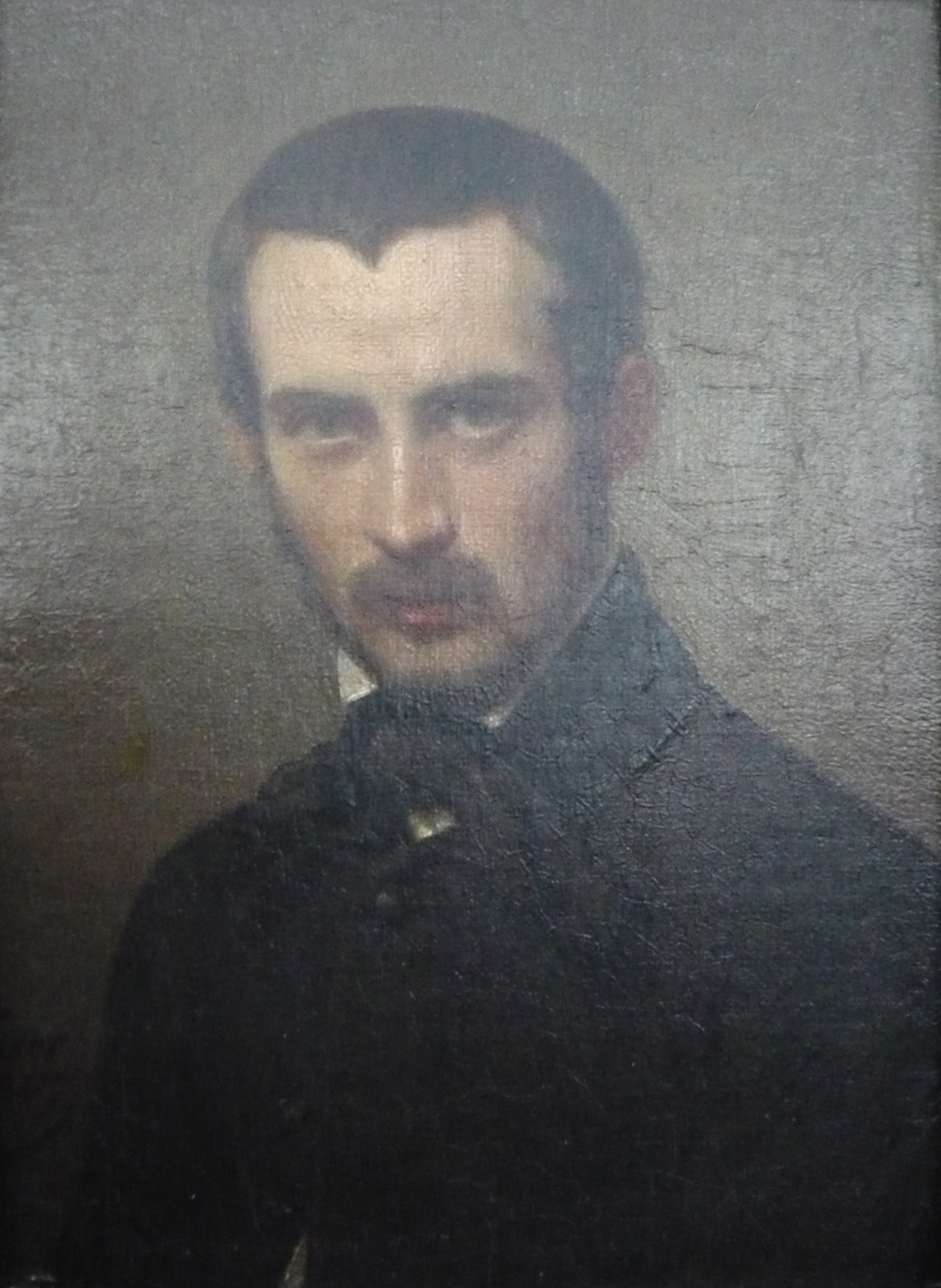
Porträt Joseph Kehren von Friedrich Boser, um 1850

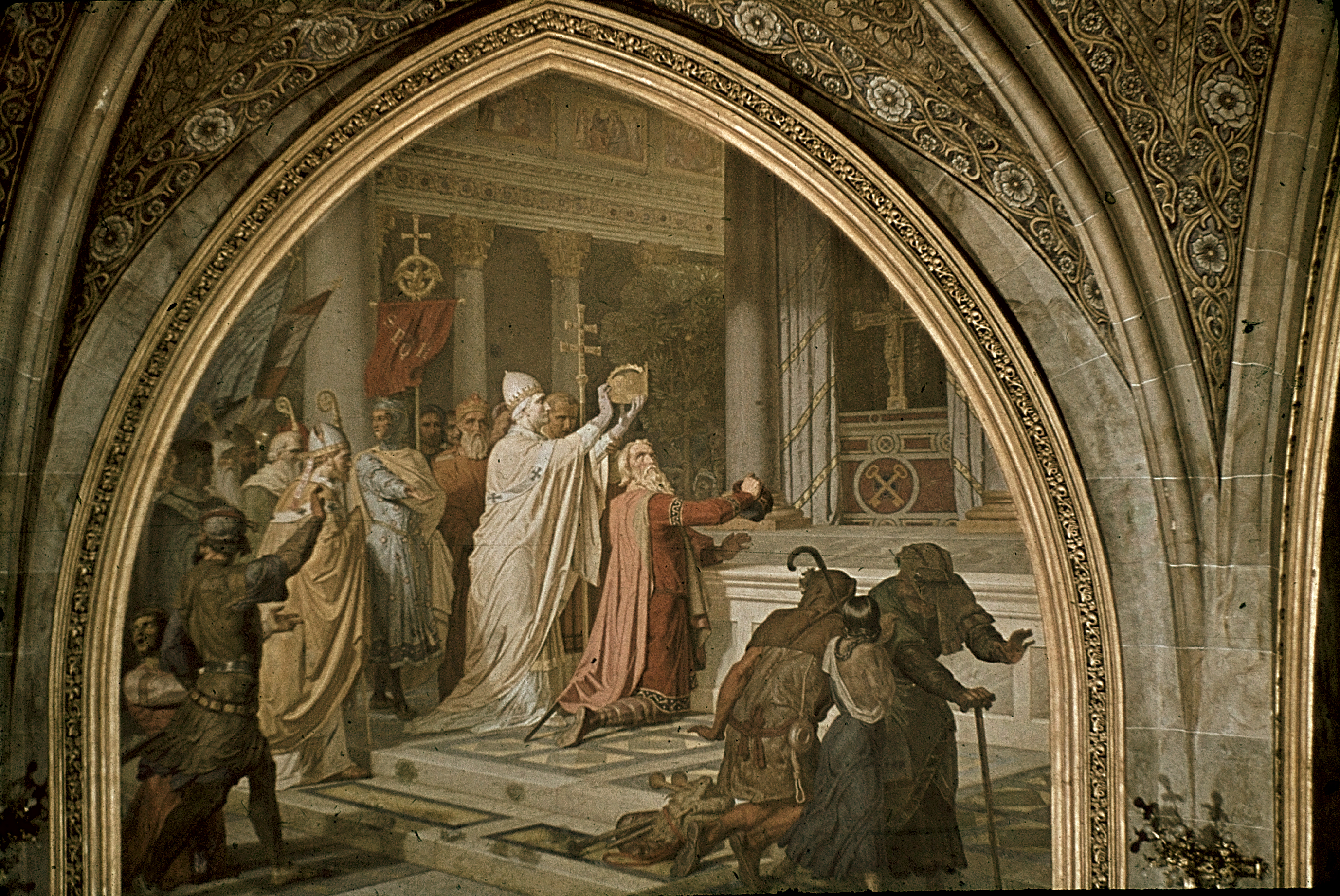
Krönung Karls des Großen; 1944 zerstörtes Fresko im Aachener Rathaussaal. Entwurf Alfred Rethel, Ausführung von Joseph Kehren, um 1860

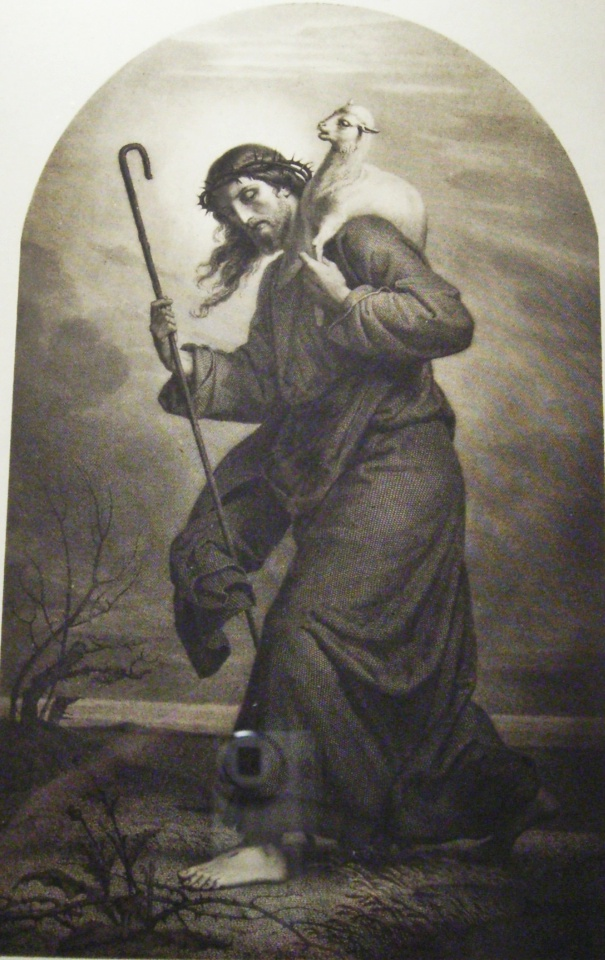
Der Gute Hirte, 1872

Joseph Kehren, auch Josef Kehren der Ältere (* 30. Mai 1817 in Hülchrath, Kreis Grevenbroich; † 12. Mai 1880 in Düsseldorf), war ein deutscher Historienmaler und Freskant der Düsseldorfer Schule.

## Leben
Kehren, Sohn eines armen Gärtners, wuchs in Wevelinghoven in sehr beengten Verhältnissen auf. Er erhielt Unterricht im Zeichnen in der Schule und übte sich darin, als er als Gärtnerbursche bei seinem Vater arbeitete. Mit Unterstützung durch Gönner war er von 1834 bis 1864 an der Kunstakademie Düsseldorf eingeschrieben. Ab 1837 studierte er in der ersten Klasse und ab 1844 in der Meisterklasse von Wilhelm Schadow. Außerdem unterrichteten ihn Josef Wintergerst, Karl Ferdinand Sohn, Theodor Hildebrandt und Rudolf Wiegmann. 1839 stellte er sein erstes Bild aus, Die heilige Agnes (Altarbild in einer Schlosskapelle des Grafen Trips). Er malte ebenfalls eine beträchtliche Anzahl von Kirchenfahnen und unterstützte befreundete Künstler bei der Ausführung von Freskogemälden, besonders Alfred Rethel bei den Freskomalereien aus der Geschichte Karls des Großen (im Rathaussaal in Aachen). 
Als Rethel in eine unheilbare Krankheit verfiel, erhielt Kehren den Auftrag zur Vollendung des Werkes. Nach den Entwürfen Rethels malte er: 
- Die Taufe Wittekinds (Widukind)
- Die Kaiserkrönung Karls des Großen durch Leo III.,
- Die Erbauung des Aachener Doms
- Die Ernennung Ludwigs des Frommen zum Nachfolger Karls.

Nach Beendigung jener Fresken (1862) kehrte er nach Düsseldorf zurück und malte im Auftrag des preußischen Kultusministeriums das Bild Justitia, nach einem kleinen Ölbild Rethels für den Schwurgerichtssaal zu Marienwerder. Beim Brand des Düsseldorfer Akademiegebäudes am 19. März 1872 ging Kehrens Atelier mit sämtlichen Studien und mehreren angefangenen Bildern zu Grunde. 1874 erhielt er von der preußischen Regierung den Auftrag, mit dem Historienmaler Franz Heinrich Commans und Peter Janssen d. Ä. die Aula des Lehrerseminars in Moers mit Fresken zu schmücken, die in einem großen Fries die ganze Geschichte von Erschaffung der Welt bis zur Kaiserkrönung Wilhelms I. in Versailles zur Anschauung bringen. 
Kehrens Auffassung war ernst, voll Kraft, Geist und Leben. In dem Streben nach scharfer Charakteristik nahm sein Stil eine gewisse Herbheit an. Er starb im Alter von 62 Jahren am 12. Mai 1880 im Haus Immermannstraße 2. Sein Sohn Joseph Kehren der Jüngere besuchte von 1877 bis 1884 die Kunstakademie und wurde Porträtmaler.

## Weitere Werke (Auswahl)
- Maria mit dem Christuskind (1842, für die Kirche in Wevelinghoven)
- Lorelei (1847)
- Joseph gibt sich seinen Brüdern zu erkennen (1849)
- Christus am Kreuz mit Magdalena (gestochen von Nikolaus Barthelmess)
- Der Gute Hirte (1872)
- Die schmerzhafte Mutter (1872),
- Saulus an der Leiche des Stephanus (1873, großer Karton)
- Heiliger Antonius von Padua mit dem Christuskind, Öl auf Leinwand 50 × 39 cm

### Illustrationen
- In: Alfred Rethel: Bilder-Cyclus aus dem Leben Karls des Grossen: Fresco-Gemälde im Krönungssaale zu Aachen. Gezeichnet nach den Original-Wandgemälden von Albert Baur und Joseph Kehren. Grumbach, Leipzig, 1870 (digitalisierte Ausgabe der Universitäts- und Landesbibliothek Düsseldorf).